# Lauren Davis
Lauren Davis (Gates Mills, 9 ottobre 1993) è una tennista statunitense.

## Biografia
I genitori di Lauren svolgono entrambi professioni sanitarie: la madre Traci è infermiera, mentre il padre Bill è medico cardiologo. Lauren ha affermato che se non fosse diventata tennista avrebbe seguito le orme dei suoi genitori laureandosi in medicina. Ha cominciato a giocare a tennis a nove anni; a sedici anni ha lasciato il suo paese natale per allenarsi all'accademia di Chris Evert.

## Stile di gioco
Lauren Davis preferisce le superfici dure, in quanto per lei è più facile sviluppare il suo gioco aggressivo; è conosciuta per il suo rovescio aggressivo, la sua velocità e l'abilità nei campi in terra.

## Carriera

### Carriera Juniores
Lauren Davis ha esordito nel circuito junior agli US Open 2008, dove ha perso al primo turno.
Ha vinto il suo primo torneo juniores al torneo di grado 3 a Philadelphia battendo Brooke Bolender in tre set. Ha concluso il 2009 partecipando agli US Open juniores, raggiungendo i quarti di finale, e al Dunlop Orange Bowl, dove è stata sconfitta al terzo turno.
Nel 2010 perde la finale dell'Easter Bowl, sconfitta da Krista Hardebeck. Arriva in finale anche al Trofeo Bonfiglio dove viene sconfitta da Beatrice Capra. A novembre 2010 vince 18 partite di fila, aggiudicandosi i tornei di Yucatan World Cup, il torneo giovanile Eddie Herr e l'Orange Bowl. Conclude la stagione come numero 3 della classifica juniores.
Ha concluso la propria carriera da juniores agli Australian Open 2011 arrivando al terzo turno.

### Carriera Seniores

#### 2009-2010
La carriera nel circuito ITF inizia nel 2009 al torneo di Atlanta dove raggiunge il secondo turno. Nel doppio debutta invece al torneo di Cleveland con Kyle Mcphillips e raggiunge la semifinale.
Nel 2010 tenta la qualificazione al torneo WTA di Miami, ma perde subito al primo turno. A giugno partecipa al torneo ITF di Mount Pleasant e raggiunge la finale, dove viene battuta da Petra Rampre. In seguito raggiunge il secondo turno al torneo ITF di Atlanta, il primo turno al torneo ITF di Lexington e vince il primo titolo ITF in singolare al torneo di Williamsburg. A fine ottobre replica vincendo il titolo in singolare anche al torneo di Bayamon.

#### 2011
L'anno inizia con il debutto in un torneo Slam, gli Australian Open, grazie ad una wild-card. In questa occasione perde al primo turno contro Samantha Stosur. Ad inizio marzo perde al primo turno al torneo WTA di Indian Wells, mentre a Miami e Charleston perde durante le qualificazioni. A metà giugno raggiunge la semifinale al torneo ITF di Cleveland nel doppio con Gabrielle Desimone. La settimana successiva vince il titolo ITF al torneo di Buffalo in singolare. Ad Atlanta raggiunge i quarti di finale in doppio con Annie Mulholland, in singolare invece vince il titolo battendo in finale Alexis King. Al torneo ITF di Lexington si ferma in semifinale in singolare. Partecipa a fine agosto agli US Open perdendo al primo turno in singolare e anche in doppio con Nicole Gibbs. Raggiunge poi i quarti in tre tornei ITF: Redding, Albuquerque e Rock Hill. Chiude l'anno con il primo turno al torneo di Grapevine.

#### 2012
Inizia l'anno con la semifinale ottenuta al torneo ITF di Innisbrook. In seguito vince il quinto titolo ITF in singolare al torneo di Plantation e si ferma in finale invece nel torneo di Rancho Santa Fe. Debutta nel circuito WTA con il torneo di Memphis, dove si ferma al primo turno sia in singolare che in doppio. Successivamente ottiene un secondo turno a Indian Wells, mentre non si qualifica per il torneo di Miami. A metà aprile raggiunge la semifinale al torneo ITF di Dothan; medesimo risultato lo ottiene al torneo di Indian Harbour Beach. Si qualifica per il torneo WTA di Strasburgo e al Roland Garros si ferma nel secondo turno. Dopo varie qualificazioni non raggiunte, non riesce ad entrare nel main draw neanche agli US Open. A metà settembre, al torneo WTA di Quebec City, raggiunge i quarti di finale; in seguito perde in finale al torneo ITF di Albuquerque. Al torneo di Las Vegas, invece, vince il titolo in singolare. L'anno si chiude con un primo turno al torneo ITF di New Braunfels.

#### 2013
L'anno inizia con la partecipazione nel doppio al torneo di Auckland, dove perde subito in coppia con Stephanie Dubois. In singolare prende parte al torneo di Hobart, dove si ferma nei quarti di finale. Allo slam australiano perde subito al primo turno in singolare, ma dopo vince il titolo ITF di Midland. Dopo i tornei di Memphis, Indian Wells e Miami, raggiunge i quarti al torneo di Monterrey. Sulla terra rossa gioca il torneo di Strasburgo dove si ferma al secondo turno, mentre al Roland Garros si ferma al primo turno in singolare e al secondo turno in doppio con Megan Moulton-Levy. Sull'erba raggiunge il secondo turno a 's-Hertogenbosch, mentre a Wimbledon perde subito al primo turno. Dopo i secondi turni a Toronto e Cincinnati, agli US Open perde al primo turno in singolare e anche in doppio con Grace Min. Nel torneo di Québec raggiunge i quarti chiude con il secondo turno a Pechino.

#### 2014
Inizia l'anno al torneo di Auckland, dove raggiunge i quarti di finale. Dopo il torneo di Sydney, partecipa agli Australian Open dove si ferma al terzo turno in singolare e al primo turno in doppio con Lourdes Dominguez Lino. Debutta in Fedcup il 9 febbraio 2014 al Public Auditorium di Cleveland, nella sfida dei quarti di finale contro l'Italia, giocando, a risultato acquisito, il doppio in coppia con Madison Keys contro Nastassja Burnett e Alice Matteucci e vincendo la partita 6-2, 6-3.  Al torneo di Indian Wells poi raggiunge il quarto turno, mentre a Miami e Charleston si ferma al secondo turno. Al secondo slam stagionale si ferma al primo turno sia in singolare che in doppio con Megan Moulton-Levy. La stagione sull'erba inizia a Birmingham, dove si ferma al terzo turno; a Eastbourne poi raggiunge i quarti e a Wimbledon ottiene il terzo turno in singolare, mentre in doppio perde subito al primo turno con Monica Puig. Sul cemento ottiene un secondo turno a Washington, mentre agli US Open non va oltre il primo turno in singolare, mentre in doppio raggiunge il secondo turno con Renata Voracova. Nel doppio misto perde subito in coppia con Nicholas Monroe. A fine anno raggiunge il secondo turno a Pechino e i quarti di finale ad Osaka.

#### 2015
L'anno inizia ancora con il torneo di Auckland, dove raggiunge la semifinale. Agli Australian Open raggiunge il secondo turno in singolare, mentre il primo turno in doppio. Dopo i quarti nel doppio al torneo di Acapulco, supera il primo turno al torneo di Indian Wells e poi raggiunge i quarti di finale al torneo di Charleston. Viene convocata nuovamente, sempre contro l'Italia, nei Play-off del World Group 2015, svolto a Brindisi presso il locale circolo tennis: in quella occasione esordisce da singolarista il 18 aprile 2015 contro Sara Errani perdendo per 1-6, 2-6. Al Roland Garros si ferma al primo turno in singolare e anche in doppio. Sull'erba ottiene i quarti al torneo di Nottingham, mentre a Wimbledon raggiunge il secondo turno in singolare e anche in doppio con Kurumi Nara. In seguito si ferma al secondo turno a Washington e in doppio a New Haven raggiunge i quarti con Alison Riske. Nell'ultimo slam si ferma al secondo turno in singolare, mentre al primo turno in doppio misto con Eric Butorac. Chiude l'anno con il primo turno al torneo di Hong Kong.

#### 2016
Quest'anno inizia con la mancata qualificazione al torneo di Auckland. Dopo un passo falso anche a Sydney, allo slam di Melbourne perde nel terzo turno in singolare. Il mese di febbraio parte con la semifinale raggiunta in doppio con Grace Min al torneo ITF di Midland; a marzo partecipa al torneo di Indian Wells perdendo al secondo turno. Sempre nel circuito ITF raggiunge una seconda semifinale in doppio con Catherine Bellis al torneo di Indian Harbour Beach. Si qualifica al torneo di Strasburgo e poi prende parte al Roland Garros, dove perde subito al primo turno. Dopo la mancata qualificazione a Wimbledon, a luglio raggiunge la sua prima finale in un torneo WTA, il Citi Open di Washington, venendo sconfitta da Yanina Wickmayer. Non supera poi mai il primo turno fino agli US Open, dove si ferma al secondo turno. A metà settembre raggiunge poi la finale del Bell Challenge, dove viene sconfitta da Océane Dodin. In chiusura d'anno, al torneo di Lussemburgo, raggiunge la semifinale e poi perde in finale al torneo ITF di Poitiers contro Océane Dodin.

#### 2017
L'anno inizia molto bene con la vittoria del primo torneo WTA in singolare, l'ASB Classic di Auckland, dopo aver superato in finale Ana Konjuh per 6-3, 6-1. In seguito si ferma al primo turno agli Australian Open in singolare, mentre in doppio non supera il secondo turno in coppia con Megan Moulton-Levy. A febbraio raggiunge i quarti a Doha e poi al successivo torneo di Dubai. A Indian Wells si ferma al quarto turno mentre a Miami non supera il primo turno né in singolare né in doppio. Al torneo marocchino di Rabat raggiunge nuovamente i quarti di finale, mentre nel secondo slam stagionale si ferma al primo turno in singolare e anche in doppio, con Nicole Melichar, perde subito al primo turno. Dopo i quarti in doppio al torneo di Nottingham, anche a Wimbledon non supera il primo turno in entrambe le competizioni. Sul cemento americano non ottiene risultati interessanti e anche agli US Open si ferma al primo turno in singolare e in doppio con Megan Moulton-Levy. Chiude l'anno con un primo turno nei tornei di Pechino e Tianjin.

#### 2018
L'anno inizia con il torneo di Auckland dove si ferma al primo turno in entrambe le categorie. La settimana dopo raggiunge la semifinale a Sydney nel doppio con Lara Arruabarrena. Nel primo slam stagionale perde al terzo turno in singolare, nel doppio invece si ferma al primo turno con Alison Riske. Dopo vari primi turni, a fine giugno non si qualifica al torneo di Wimbledon. Nel successivo torneo di Washington perde in semifinale nel doppio con Kristie Ahn. Anche agli US Open non si qualifica nel singolare. Inoltre partecipa a vari tornei sul cemento dove ottiene svariati primi e secondi turni. A fine ottobre, nel torneo ITF di Tyler non supera i quarti e a novembre al torneo WTA125s di Houston raggiunge la finale, perdendola però contro Shuai Peng.

#### 2019
L'anno inizia con il torneo di Auckland, dove si ferma al secondo turno. Agli Australian Open perde nelle qualificazioni in singolare, ma in seguito prende parte al torneo WTA 125s di Newport Beach, dove raggiunge la semifinale in singolare e anche in doppio con Jacqueline Cako. A marzo ottiene un secondo turno ad Indian Wells e Charleston, mentre ad aprile raggiunge la finale al torneo ITF di Dothan. Nel successivo torneo ITF di Charleston approda in finale in doppio con Madison Brengle. Il mese di maggio inizia con la vittoria in singolare al torneo ITF di Bonita Springs; poi al Roland Garros ottiene un secondo turno in singolare. Nel successivo torneo slam di Wimbledon approda al terzo turno, perdendo contro Carla Suárez Navarro. Sul cemento poi raggiunge i quarti a Washington, mentre agli US Open si ferma al secondo turno in singolare e al primo turno in doppio con Maria Sanchez. A settembre poi arriva in semifinale al torneo WTA 125s di New Haven e chiude l'anno con un primo turno a Tianjin.

#### 2020
Il nuovo anno inizia con un secondo turno al torneo di Auckland e i quarti al torneo di Hobart. Nel primo slam stagionale perde nel secondo turno in singolare e anche in doppio con Viktorija Golubic.

#### 2021
Sconfigge al primo turno degli US Open Viktoriya Tomova al primo turno in tre set, per poi perdere al secondo turno con la testa di serie n. 6 Bianca Andreescu.
Agli Open di Indian Wells raggiunge il secondo turno battendo Nuria Parrizas-Diaz per poi ritirarsi contro Danielle Collins.

#### 2022
Arriva ai quarti di finale al Adelaide International 2 e al terzo turno del Miami Open. A Wimbledon sconfigge Madison Brengle al primo turno prima di perdere in tre set con Amanda Anisimova.
Agli US Open raggiunge il terzo turno per la prima volta, sconfiggendo Ekaterina Alexandrova, per poi perdere contro la n. 1 della classifica mondiale, Iga Świątek. Ritorna quindi tra le prime 100 in classifica.

#### 2023
Davis sconfigge al primo turno al torneo di Auckland Tamara Zidanšek prima di perdere con Danka Kovinić al secondo turno. Vince il Hobart International battendo in finale Elisabetta Cocciaretto. Agli Australian Open incontra nuovamente Dana Kovinić, vincendo in tre set prima di perdere con Elise Mertens al secondo turno.

## Statistiche WTA

### Singolare

#### Vittorie (2)
| Legenda               | Legenda      |
| --------------------- | ------------ |
| Grande Slam (0)       |              |
| Ori Olimpici (0)      |              |
| WTA Finals (0)        |              |
| WTA Elite Trophy (0)  |              |
| Dal 2009 al 2020      | Dal 2021     |
| Premier Mandatory (0) | WTA 1000 (0) |
| Premier 5 (0)         | WTA 1000 (0) |
| Premier (0)           | WTA 500 (0)  |
| International (1)     | WTA 250 (1)  |

| N. | Data            | Torneo                       | Superficie | Avversaria in finale   | Punteggio   |
| 1. | 7 gennaio 2017  | ASB Classic, Auckland        | Cemento    | Ana Konjuh             | 6-3, 6-1    |
| 2. | 14 gennaio 2023 | Hobart International, Hobart | Cemento    | Elisabetta Cocciaretto | 7-6(0), 6-2 |

#### Sconfitte (2)
| Legenda               | Legenda      |
| --------------------- | ------------ |
| Grande Slam (0)       |              |
| Argenti Olimpici (0)  |              |
| WTA Finals (0)        |              |
| WTA Elite Trophy (0)  |              |
| Dal 2009 al 2020      | Dal 2021     |
| Premier Mandatory (0) | WTA 1000 (0) |
| Premier 5 (0)         | WTA 1000 (0) |
| Premier (0)           | WTA 500 (0)  |
| International (2)     | WTA 250 (0)  |

| N. | Data              | Torneo                      | Superficie    | Avversaria in finale | Punteggio |
| 1. | 24 luglio 2016    | Washington Open, Washington | Cemento       | Yanina Wickmayer     | 4-6, 2-6  |
| 2. | 18 settembre 2016 | Bell Challenge, Québec      | Sintetico (i) | Océane Dodin         | 4-6, 3-6  |

## Circuito WTA 125

### Singolare

#### Sconfitte (1)
| N. | Data             | Torneo                      | Superficie | Avversaria in finale | Punteggio     |
| 1. | 17 novembre 2018 | Houston Challenger, Houston | Cemento    | Peng Shuai           | 6-1, 5-7, 4-6 |

## Statistiche ITF

### Singolare

#### Vittorie (8)
| Torneo $100.000 (2) |
| Torneo $80.000 (0)  |
| Torneo $75.000 (0)  |
| Torneo $60.000 (0)  |
| Torneo $50.000 (1)  |
| Torneo $25.000 (2)  |
| Torneo $15.000 (0)  |
| Torneo $10.000 (3)  |

| N. | Data              | Torneo                                                   | Superficie  | Avversaria in finale | Punteggio        |
| 1. | 10 ottobre 2010   | Kingsmill Resort Tournament, Williamsburg                | Terra verde | Līga Dekmeijere      | 6-0, 6-0         |
| 2. | 31 ottobre 2010   | Puerto Rico Women's Challenger, Bayamón                  | Cemento     | Madison Keys         | 7-6(5), 6-4      |
| 3. | 3 luglio 2011     | Sargent and Collind LLP Women's Championships, Buffalo   | Terra verde | Nicole Gibbs         | 5-7, 6-2, 6-4    |
| 4. | 17 luglio 2011    | Norman Wilkerson Memorial Tournament, Atlanta            | Cemento     | Alexis King          | 1-6, 6-2, 6-2    |
| 5. | 22 gennaio 2012   | Plantation Open, Plantation                              | Terra verde | Gail Brodsky         | 6-4, 6-1         |
| 6. | 30 settembre 2012 | Party Rock Open, Las Vegas                               | Cemento     | Shelby Rogers        | 6(5)-7, 6-2, 6-2 |
| 7. | 10 febbraio 2013  | Dow Corning Tennis Classic, Midland                      | Cemento (i) | Ajla Tomljanović     | 6-3, 2-6, 7-6(2) |
| 8. | 12 maggio 2019    | FineMark Women's Pro Tennis Championship, Bonita Springs | Terra verde | Ann Li               | 7-5, 7-5         |

#### Sconfitte (5)
| Torneo $100.000 (1) |
| Torneo $80.000 (1)  |
| Torneo $75.000 (1)  |
| Torneo $60.000 (0)  |
| Torneo $50.000 (0)  |
| Torneo $25.000 (1)  |
| Torneo $15.000 (0)  |
| Torneo $10.000 (1)  |

| N. | Data              | Torneo                                                | Superficie  | Avversaria in finale | Punteggio        |
| 1. | 20 giugno 2010    | Mount Pleasant Womens Pro Classic, Mount Pleasant     | Terra verde | Petra Rampre         | 3-6, 2-6         |
| 2. | 5 febbraio 2012   | Del Mar Financial Partners Inc. Open, Rancho Santa Fe | Cemento     | Julia Boserup        | 0-6, 3-6         |
| 3. | 23 settembre 2012 | Coleman Vision Tennis Championships, Albuquerque      | Cemento     | Maria Sanchez        | 1-6, 1-6         |
| 4. | 30 ottobre 2016   | Internationaux Féminins de la Vienne, Poitiers        | Cemento (i) | Océane Dodin         | 4-6, 2-6         |
| 5. | 21 aprile 2019    | Hardee's Pro Classic, Dothan                          | Terra verde | Kristína Kučová      | 6-3, 6(9)-7, 2-6 |

### Doppio

#### Sconfitte (1)
| Torneo $100.000 (1) |
| Torneo $80.000 (0)  |
| Torneo $75.000 (0)  |
| Torneo $60.000 (0)  |
| Torneo $50.000 (0)  |
| Torneo $25.000 (0)  |
| Torneo $15.000 (0)  |
| Torneo $10.000 (0)  |

| N. | Data          | Torneo                                | Superficie  | Partner         | Avversarie                    | Punteggio |
| 1. | 5 maggio 2019 | LTP Charleston Pro Tennis, Charleston | Terra verde | Madison Brengle | Asia Muhammad Taylor Townsend | 2-6, 2-6  |

## Risultati in progressione
| Sigla | Risultato               |
| ----- | ----------------------- |
| V     | Vincitore               |
| F     | Finalista               |
| SF    | Semifinalista           |
| O     | Oro olimpico            |
| A     | Argento olimpico        |
| SF    | Bronzo olimpico         |
| QF    | Quarti di Finale        |
| 4T    | Quarto turno            |
| 3T    | Terzo turno             |
| 2T    | Secondo turno           |
| 1T    | Primo turno             |
| RR    | Round Robin             |
| LQ    | Turno di qualificazione |
| A     | Assente                 |
| ND    | Non disputato           |

| Legenda superfici    |
| -------------------- |
| Cemento              |
| Terra battuta        |
| Erba                 |
| Superficie variabile |

### Singolare
| Tornei del Grande Slam    |               |               |               |               |         |       |       |       |      |       |      |         |         |
| Australian Open           | A             | 1T            | A             | 1T            | 3T      | 2T    | 3T    | 1T    | 3T   | Q1    | 2T   | 0 / 8   | 8–8     |
| Open di Francia           | A             | A             | 2T            | 1T            | 1T      | 1T    | 1T    | 1T    | A    | 2T    |      | 0 / 7   | 2–7     |
| Wimbledon                 | A             | A             | A             | 1T            | 3T      | 2T    | Q2    | 1T    | Q1   | 3T    |      | 0 / 5   | 5–5     |
| US Open                   | A             | 1T            | Q2            | 1T            | 1T      | 2T    | 2T    | 1T    | Q1   | 2T    |      | 0 / 7   | 3–7     |
| Vittorie-sconfitte        | 0–0           | 0–2           | 1–1           | 0–4           | 4–4     | 3–4   | 3–3   | 0–4   | 2–1  | 4–3   | 0–1  | 0 / 27  | 18–27   |
| WTA Premier Mandatory     |               |               |               |               |         |       |       |       |      |       |      |         |         |
| Indian Wells              | A             | 1T            | 2T            | 1T            | 4T      | 2T    | 2T    | 4T    | 1T   | 2T    |      | 0 / 9   | 10–9    |
| Miami                     | Q1            | Q2            | Q1            | 3T            | 2T      | 1T    | Q1    | 1T    | 1T   | A     |      | 0 / 5   | 3–5     |
| Madrid                    | A             | A             | A             | Q1            | 1T      | Q2    | A     | 2T    | A    | A     |      | 0 / 2   | 1–2     |
| Pechino                   | A             | A             | A             | 2T            | 2T      | Q2    | A     | 1T    | A    | 1T    |      | 0 / 4   | 2–4     |
| WTA Premier 5             |               |               |               |               |         |       |       |       |      |       |      |         |         |
| Dubai                     | A             | A             | Premier       | Premier       | Premier | A     | A     | QF    | A    | A     |      | 0 / 1   | 3–1     |
| Doha                      | Premier       | Premier       | A             | A             | A       | A     | A     | QF    | A    | A     |      | 0 / 1   | 2–1     |
| Roma                      | A             | A             | A             | Q2            | 1T      | Q2    | A     | 2T    | A    | A     |      | 0 / 2   | 1–2     |
| Canada                    | A             | A             | Q2            | 2T            | 1T      | Q1    | A     | 1T    | A    | A     |      | 0 / 3   | 1–3     |
| Cincinnati                | A             | A             | Q1            | 2T            | 1T      | 1T    | Q1    | 1T    | Q1   | 1T    |      | 0 / 5   | 1–5     |
| Tokyo                     | A             | A             | A             | A             | P       | P     | P     | P     | P    | P     | P    | 0 / 0   | 0–0     |
| Wuhan                     | Non disputato | Non disputato | Non disputato | Non disputato | Q1      | 1T    | A     | 2T    | A    | 1T    |      | 0 / 3   | 1-3     |
| Carriera                  | 2010          | 2011          | 2012          | 2013          | 2014    | 2015  | 2016  | 2017  | 2018 | 2019  | 2020 | No.     | No.     |
| Tornei Giocati            | 0             | 3             | 6             | 18            | 20      | 21    | 10    | 23    | 8    | 14    | 3    | 126     | 126     |
| Titoli vinti              | 0             | 0             | 0             | 0             | 0       | 0     | 0     | 1     | 0    | 0     | 0    | 1       | 1       |
| Finali raggiunte          | 0             | 0             | 0             | 0             | 0       | 0     | 2     | 1     | 1    | 0     | 0    | 4       | 4       |
| Vittorie-sconfitte totali | 0–0           | 0–3           | 4–6           | 13–18         | 21–20   | 13–21 | 16–10 | 20–22 | 6–8  | 15–14 | 4–3  | 289-200 | 289-200 |
| Ranking di fine anno      | 437           | 319           | 94            | 72            | 57      | 87    | 62    | 50    | 252  | 62    |      |         |         |

### Doppio
| Tornei del Grande Slam |     |     |     |     |     |     |     |     |     |     |        |      |
| Australian Open        | A   | A   | A   | 1T  | 1T  | A   | 2T  | 1T  | A   | 2T  | 0 / 5  | 2–5  |
| Open di Francia        | A   | A   | 2T  | 1T  | 1T  | A   | 1T  | A   | A   |     | 0 / 4  | 1–4  |
| Wimbledon              | A   | A   | A   | 1T  | 2T  | A   | 1T  | A   | A   |     | 0 / 3  | 1–3  |
| US Open                | 1T  | A   | 1T  | 2T  | A   | A   | 1T  | A   | 1T  |     | 0 / 5  | 1–5  |
| Vittorie-sconfitte     | 0–1 | 0–0 | 1–2 | 1–4 | 1–3 | 0–0 | 1–4 | 0–1 | 0–1 | 1–1 | 0 / 17 | 5–17 |

### Doppio misto
| Tornei del Grande Slam |     |     |     |     |     |     |     |       |     |
| Australian Open        | A   | A   | A   | A   | A   | A   | A   | 0 / 0 | 0–0 |
| Open di Francia        | A   | A   | A   | A   | A   | A   |     | 0 / 0 | 0–0 |
| Wimbledon              | A   | A   | A   | A   | A   | A   |     | 0 / 0 | 0–0 |
| US Open                | 1T  | 1T  | A   | A   | A   | A   |     | 0 / 2 | 0–2 |
| Vittorie-sconfitte     | 0–1 | 0–1 | 0–0 | 0–0 | 0–0 | 0–0 | 0–0 | 0 / 2 | 0–2 |

aggiornato a fine Australian Open 2020

## Vittorie contro giocatrici Top 10
| Stagione | 2014 | 2015 | 2016 | 2017 | 2018 | 2019 | 2020 | 2021 | Totale |
| Vittorie | 1    | 1    | 0    | 1    | 0    | 1    | 0    | 1    | 5      |

| #    | Giocatrice          | Ranking | Evento                               | Superficie  | Turno | Punteggio     | Rank. LDR |
| ---- | ------------------- | ------- | ------------------------------------ | ----------- | ----- | ------------- | --------- |
| 2014 |                     |         |                                      |             |       |               |           |
| 1.   | Viktoryja Azaranka  | 4       | Indian Wells Open, Indian Wells      | Cemento     | 2T    | 6-0, 7-6(2)   | 66        |
| 2015 |                     |         |                                      |             |       |               |           |
| 2.   | Eugenie Bouchard    | 7       | Charleston Open, Charleston          | Terra verde | 2T    | 6-3, 6-1      | 66        |
| 2017 |                     |         |                                      |             |       |               |           |
| 3.   | Agnieszka Radwańska | 10      | Eastbourne International, Eastbourne | Erba        | 2T    | 7-6(1), 6-1   | 29        |
| 2019 |                     |         |                                      |             |       |               |           |
| 4.   | Angelique Kerber    | 5       | Torneo di Wimbledon, Londra          | Erba        | 2T    | 2-6, 6-2, 6-1 | 95        |
| 2021 |                     |         |                                      |             |       |               |           |
| 5.   | Sofia Kenin         | 4       | Charleston Open, Charleston          | Terra verde | 3T    | 4-6, 6-3, 6-4 | 79        |